# Релігія в Лівані

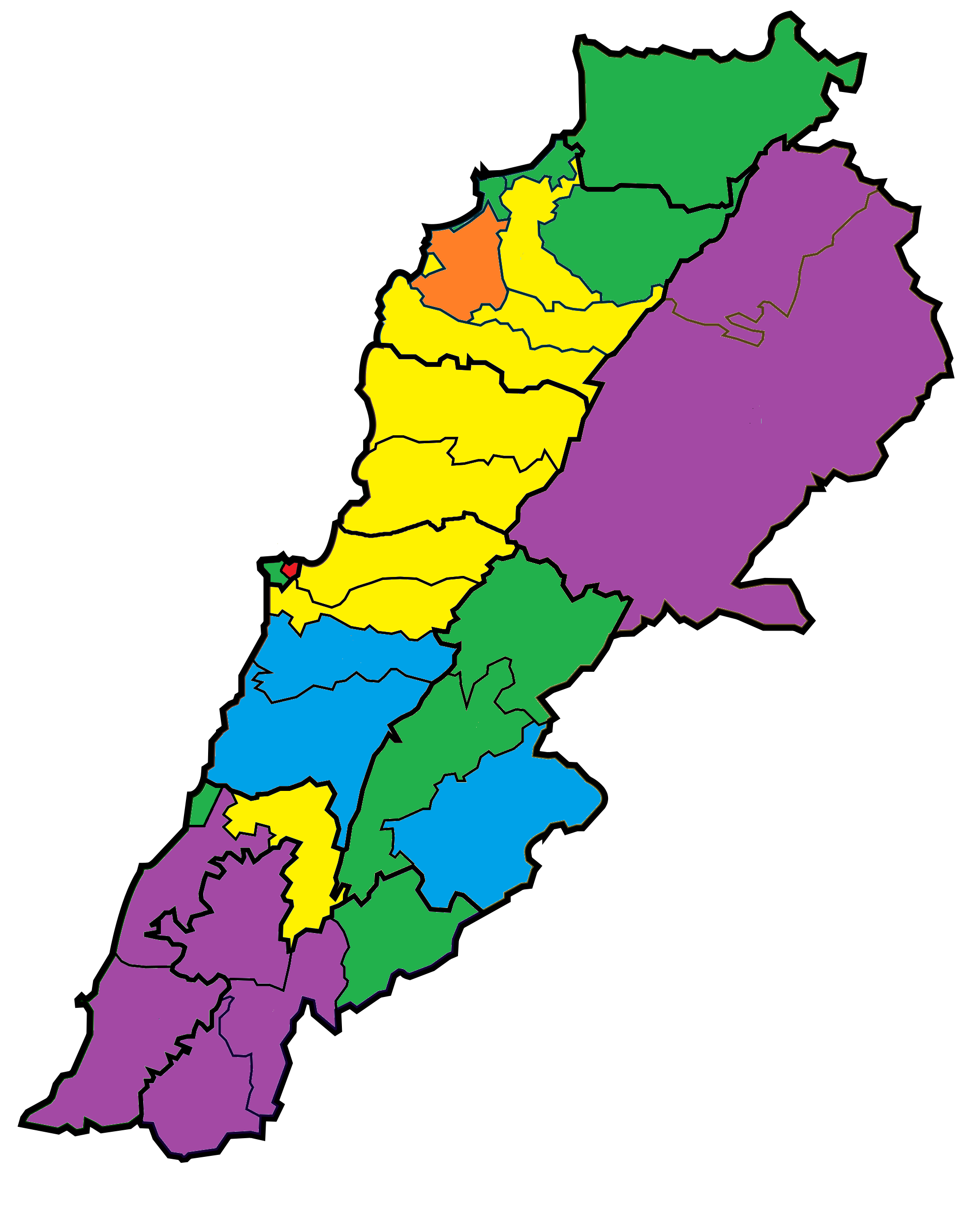
Територіальний розподіл основних конфесійних груп Лівану.
Зелений — Суніти
Фіолетовий — Шиїти
Синій — Друзи
Жовтий — Мароніти
Помаранчевий — Православні
Червоний — Послідовники ВАЦ

Релігія у Лівані відіграє величезну роль у всіх галузях життя суспільства. Навіть політичний устрій республіки заснований на конфесіоналізмі, який передбачає організацію державної влади відповідно до розподілу суспільства на релігійні громади.
Ліван виділяється надзвичайною релігійною різноманітністю. Це єдина арабська держава, на чолі якої (Президент Лівану), згідно з Конституцією, стоїть християнин (мароніт). Прем'єр-міністр — мусульманин-суніт. Спікер парламенту — мусульманин-шиїт.

## Конфесії
Ліван має найбільший відсоток християнського населення з арабських країн. І християнство, і іслам в Лівані представлені у вигляді багатьох різноманітних конфесій. Найбільш великими громадами є: сунітська, шиїтська і маронітська. Будь-яка статистика є досить спірною, оскільки кожна релігійна громада зацікавлена в завищенні числа своїх прихильників. Важливо, що незважаючи на суперечки про відсоткове співвідношення конфесій, релігійні лідери уникають проведення нового загального перепису населення, через побоювання, що це може викликати новий виток міжконфесійних конфліктів. Останній офіційний перепис населення був проведений в 1932 році.
Релігія традиційно є головним фактором в поділі ліванського населення. Поділ державної влади між громадами та надання релігійним авторитетам судової влади сягає корінням часів, коли Ліван входив до складу Османської імперії. Ця практика була продовжена протягом французького мандата, коли християнським громадам були надані привілеї. Ця система управління, хоча і є компромісною, завжди викликала напруженість в ліванській політиці.
Вважається, що християнське населення з кінця 1930-х рр. не має більшості в Лівані, проте лідери республіки не хочуть міняти баланс політичної влади. Лідери мусульманських громад вимагають збільшити їх представництво в органах влади, що викликає постійну міжконфесійну напруженість, яка призвела до запеклого конфлікту в 1958 році (в наслідку відбулась американська військова інтервенція) і до багаторічної громадянської війни в 1975—1990 рр.
Баланс влади був злегка змінений Національним пактом 1943 року, в якому політична влада була розподілена між релігійними громадами відповідно до перепису 1932 року. Сунітська еліта на той час стала впливовішою, проте в системі влади продовжили переважати християни-мароніти. Надалі міжконфесійний баланс у владі був знову змінений на користь мусульман. Мусульмани-шиїти (зараз це найбільша громада) тоді збільшили представництво в держапараті і обов'язкове християнсько-мусульманське представництво в Парламенті було змінено від 6:5 до 1:1.
Конституція Ліванської Республіки офіційно визнає 18 релігійних громад, які є основними гравцями в ліванській політиці. Вони мають право управляти сімейним правом відповідно до їх традицій. Важливо, що ці громади є неоднорідними і всередині у них існує політична боротьба.

### Список офіційно визнаних релігійних громад
- Алавіти
- Антіохійська православна церква
- Вірменська апостольська церква
- Вірменська католицька церква
- Ассирійська церква Сходу
- Друзи
- Євангельські християни (включаючи баптистів і адвентистів сьомого дня)
- Коптська православна церква
- Ісмаїліти
- Юдеї
- Маронітська католицька церква
- Мелькитська греко-католицька церква
- Римо-католицька церква
- Сирійська католицька церква
- Сирійська православна церква
- Суніти
- Халдейська католицька церква
- Шиїти

## Іслам
Ліванські мусульмани поділяються на багато груп, як суніти, шиїти, друзи, алавіти та ісмаїліти.
Ліванські суніти — це в основному мешканці великих міст: Західний Бейрут, Триполі та Сидон. Суніти також присутні в сільській місцевості, включаючи Аккар, Іклеем аль-Харуб та західну долину Бекаа.
Ліванські шиїти зосереджені в Південному Лівані, Баалбекському районі, окрузі Гермел та південному Бейруті (південні частини Великого Бейрута).
Ліванські друзи зосереджені на південь від гори Ліван, в районі Хасбая та окрузі Шаф. У рамках ліванського політичного поділу громада друзів позначається однією з п'яти ліванських мусульманських громад (суніти, шиїти, друзи, алавіти та ісмаїліти), незважаючи на те, що друзи і мусульмани мають дуже різні переконання.

## Християнство
Ліванські християни поділяються на багато конфесій, кілька груп католиків, наприклад, мароніти та греко-католики (мелкіти), православні, східні православні (серед яких є сирійці, вірмени та копти), церква Сходу (ассирійці) та протестанти.
Ліванські мароніти зосереджені у північному Бейруті (північні частини Великого Бейрута), північній частині Губернаторства Ліван, південній частині Губернаторства Півночі, частинах губернаторства Бекаа та Південній губернії. У 2019 році ПЦУ налагодила стосунки з Маронітською Католицькою Церквою.
Греко-католики зустрічаються скрізь, зокрема в районах на східних схилах ліванського гірського хребта та в Захле, де вони є більшістю.
Ліванські православні зосереджені у північному Бейруті (північні частини Великого Бейрута), районах Ліванської Півночі, включаючи Згарта, Бшарре, Куру та Батрун.
Ліванські протестанти зосереджені переважно в районі Бейрута та Великого Бейрута.
Інші ліванські християни зосереджені також у подібних районах, таких як Східний Бейрут (північні частини Великого Бейрута), гора Ліван, Захле та Джеззін.